# موسى هوغلاند
موسى هوغلاند هو محامي وسياسي أمريكي، ولد في 19 يونيو 1812 في مقاطعة بالتيمور في الولايات المتحدة، وتوفي في 16 أبريل 1865 في ميلزبورغ في الولايات المتحدة. نشط حزبياً في الحزب الديمقراطي. وقد انتخب عضو مجلس النواب الأمريكي ‏.